# Elena Nikitina
Elena Nikitina (n. 2 noiembrie 1992, Moscova, Rusia) este o sportivă ce a reprezentat Rusia, medaliată olimpică. A participat la 2 ediții ale Jocurilor Olimpice (2014, 2022) în care a câștigat o medalie de bronz.